# Gichon
Gichon – jedna z czterech odnóg rzeki wypływającej z biblijnego Edenu. W przeciwieństwie do Tygrysu i Eufratu, nie udało się jednoznacznie stwierdzić, jaką dokładnie rzekę miał na myśli autor Księgi Rodzaju.
Na temat położenia Gichonu funkcjonowało wiele teorii. Na przykład w XVII wieku Peter Heyleyn  sugerował, że Gichon był zachodnią odnogą Eufratu, a nie – jak powszechnie sądzono – inaczej nazwanym Nilem.
Współcześnie nazwą tą określa się Źródło Najświętszej Marii Panny w Jerozolimie.